# Долгов, Андрей Леонтьевич
Андрей Леонтьевич Долгов (латыш. Andrejs Dolgovs; 1 сентября 1945 — 8 ноября 2021) — советский, латвийский боксер и тренер. Обладатель молодёжного Кубка Европы в составе сборной СССР.
Андрей Леонтьевич Долгов родился 1 сентября 1945 года в Московском форштадте города Риги, тогда Латвийская ССР. На любительском ринге Долгов провел 228 боев, являлся членом и капитаном сборной СССР 8 лет. Завоевал молодежный Кубок Европы в 1965 году и стал первым боксером Латвии, которому присвоили звание мастера спорта международного класса. Побеждал многих сильнейших боксеров своего поколения, таких, как 3-кратный чемпион Европы литовец Ричардас Тамулис, вице-чемпион Олимпиады 1968 года в Мехико кубинец Энрике Регуэйферос, олимпийский чемпион 1972 года в Мюнхене немец Дитер Коттиш, чемпион мира 1974 года Роландо Гарбей из Кубы.
Мастер спорта СССР (1965), Почетный мастер спорта СССР (1966), Мастер спорта СССР международного класса (1967). Обладатель бронзовой медали чемпионата СССР 1968 года в первом полусреднем весе, бронзовый призёр летней Спартакиады народов СССР 1971 года. Чемпион ВЦСПС 1967 года. Двукратный чемпион Латвии.

## Тренерская работа
Тренером Долгов начал работать сразу после окончания своей карьеры в 1972 году. Как тренер Долгов воспитал участника Олимпийских игр 1996 года в Атланте, тяжеловеса Романа Куклина и лучшего латвийского боксера-профессионала, чемпиона Евросоюза и интерконтинентального чемпиона по версии ВБА (Всемирная боксерская ассоциация) в полутяжелом весе Элвиса Михайленко. 